# 6844 Shpak
6844 Shpak è un asteroide della fascia principale. Scoperto nel 1975, presenta un'orbita caratterizzata da un semiasse maggiore pari a 2,2218624 UA e da un'eccentricità di 0,0996526, inclinata di 5,30662° rispetto all'eclittica.